# Rigidez

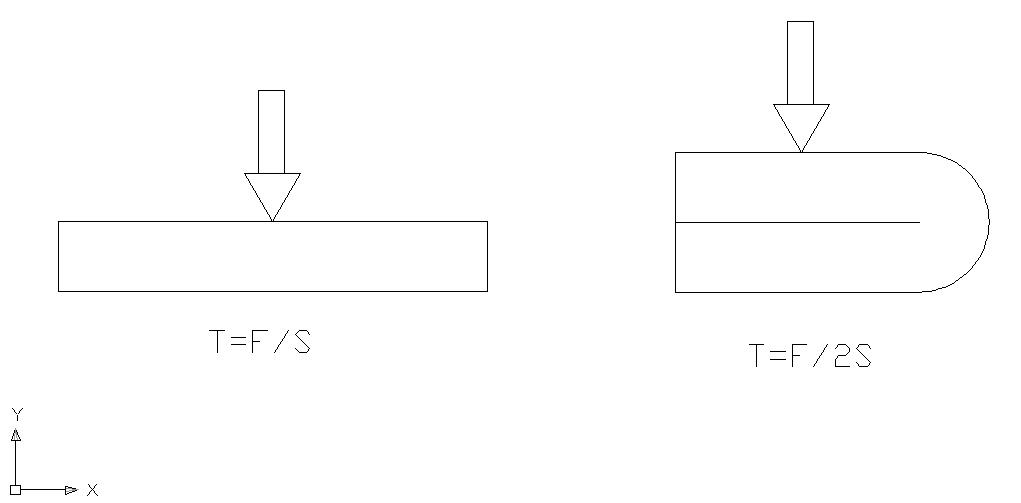
Esquema de aumento de rigidez

En ingeniería, la rigidez es una medida cuantitativa de la oposición a las deformaciones elásticas producidas en un material a causa de una fuerza o un esfuerzo, que contempla la capacidad de un elemento estructural para soportar esfuerzos sin adquirir grandes deformaciones.
Los coeficientes de rigidez son magnitudes físicas que cuantifican la rigidez de un elemento resistente bajo diversas configuraciones de carga. Normalmente las rigideces se calculan como la razón entre una fuerza aplicada y el desplazamiento obtenido por la aplicación de esa fuerza. Usado en Movimiento Armónico Simple (M.A.S. oscilador o vibrador sin amortiguador) como coeficiente de proporcionalidad de la elongación del resorte o muelle (x=[m]) en la sumatoria de fuerzas del sistema masa-resorte que se describe mediante una ecuación diferencial ordinaria EDO, para convertir dicha elongación en metros a una fuerza en newtons de esfuerzo normal de deformación elástica a tracción o compresión según la ley de Hook, (no confundir con tensión normal que es una presión resultante de esta ni con tensión cortante (o tangencial) o su respectiva fuerza esfuerzo cortante) véase tensor de deformación y energía de deformación. Es de resaltar que la dimensión o unidad es idéntica con la que se mide la tensión superficial ósea N/m en mecánica de fluidos y no debe confundirse con [N*m=J] del escalar energía ni con [mxN] del vector momento de fuerza. 
El resorte produce una fuerza conservativa pues solo depende de la posición de la deformación mientras que el amortiguador cuya fuerza depende de la velocidad de deformación elástica es un elemento pasivo que produce una fuerza disipativa (que depende del tiempo o la velocidad) amortiguamiento usado en sistemas de control automático (teoría de control) para reducir el momento o movimiento (cantidad de movimiento o velocidad dinámica) del sistema (la masa) progresivamente dando lugar a una gráfica, de la familia de curvas solución de la EDO con amortiguador, que oscila cada vez menos hasta relativamente estabilizarse tras un intervalo de tiempo o en el infinito siendo que sin el amortiguador dicha grafica sería una función coseno que oscila a la misma amplitud constante y permanentemente ya que dicha función coseno es la solución de la EDO de masa resorte sin el amortiguador, es así también como el arrastre en mecánica de fluidos es una forma de amortiguamiento viscoso pues es una fuerza disipativa proporcional a la velocidad relativa del fluido incidente (velocidad del movimiento del vehículo más la velocidad del viento en contra) equivalente a la resistencia eléctrica que disipa energía en forma de calor, pues el arrastre resta o disipa momento o energía al sistema cuerpo en movimiento, no conservándose constante el momento. 

{\displaystyle K_{i}={\frac {F_{i}}{\delta _{i}}}}

Para barras o vigas se habla así de rigidez axial, rigidez flexional, rigidez torsional o rigidez frente a esfuerzos cortantes, etc.
La deformación δ en resistencia de materiales por lo general se expresa con un escalar adimensional delta minúscula, aunque en esta ecuación no es así, la deformación aquí es un escalar longitud de desplazamiento o elongación unitario (o no) de deformación elástica (no plástica) en metros según el S.I. MKS.
Una colisión se dice colisión elástica cuando no hay perdida de energía o momento en dicha colisión debido a la deformación plástica de los cuerpos chocados ya que el resorte (operador elástico) que describe la deformación elástica del choque elástico no disipa energía por lo que un choque elástico es un choque donde no hay perdida o disipación de energía, pues todo el momento o movimiento se transfiere, sin perdidas, de un cuerpo al otro con el que choca conservándose constante dicho momento (ley fundamental de la dinámica).

## Rigideces de prismas mecánicos
El comportamiento elástico de una barra o prisma mecánico sometido a pequeñas deformaciones está determinado por 8 coeficientes elásticos. Estos coeficientes elásticos o flexibles depende de:
1. La sección transversal, cuanto más gruesa sea la sección más fuerza será necesaria para deformarla. Eso se refleja en la necesidad de usar cables más gruesos para arriostrar debidamente los mástiles de los barcos que son más largos, o que para hacer vigas más rígidas se necesiten vigas con mayor sección y más grandes.
2. El material del que esté fabricada la barra, si se fabrican dos barras de idénticas dimensiones geométricas, pero siendo una de acero y la otra de plástico la primera es más rígida porque el material tiene mayor módulo de Young (E).
3. La longitud de la barra elástica (L), fijadas las fuerzas sobre una barra estas producen deformaciones proporcionales a las fuerzas y a las dimensiones geométricas. Como los desplazamientos, acortamientos o alargamientos son proporcionales al producto de deformaciones por la longitud de la barra, entre dos barras de la misma sección transversal y fabricadas del mismo material, la barra más larga sufrirá mayores desplazamientos y alargamientos, y por tanto mostrará menor resistencia absoluta a los cambios en las dimensiones.

Funcionalmente las rigideces tienen la forma genérica:
| Símbolo                     | Nombre                                                                                 |
| --------------------------- | -------------------------------------------------------------------------------------- |
| {\displaystyle K_{i}}       | Rigidez                                                                                |
| {\displaystyle E}           | Módulo de Young                                                                        |
| {\displaystyle L}           | Longitud de la barra                                                                   |
| {\displaystyle S_{i}}       | Magnitud puramente geométrica dependiente del tamaño y forma de la sección transversal |
| {\displaystyle \alpha _{i}} | Coeficientes adimensional dependiente del tipo de rigidez que se está examinando       |
| {\displaystyle \beta _{i}}  | Coeficientes adimensional dependiente del tipo de rigidez que se está examinando       |

Todas estas rigideces intervienen en la matriz de rigidez elemental que representa el comportamiento elástico dentro de una estructura.

### Rigidez axial
La rigidez axial de un prisma o barra recta, como por ejemplo una viga o un pilar es una medida de su capacidad para resistir intentos de alargamiento o acortamiento por la aplicación de cargas según su eje.
| Símbolo                | Nombre                                   |
| ---------------------- | ---------------------------------------- |
| {\displaystyle K_{ax}} | Rigidez axial                            |
| {\displaystyle A}      | Área de la sección transversal           |
| {\displaystyle E}      | Módulo de Young del material de la barra |
| {\displaystyle L}      | Longitud                                 |

### Rigidez flexional
La rigidez flexional de una barra recta es la relación entre el momento flector aplicado en uno de sus extremos y el ángulo girado por ese extremo al deformarse cuando la barra está empotrada en el otro extremo. Para barras rectas de sección uniforme existen dos coeficientes de rigidez según el momento flector esté dirigido según una u otra dirección principal de inercia. Esta rigidez viene dada:

{\displaystyle K_{flex,y}={\frac {M_{y}}{\theta _{y}}}={\frac {4EI_{y}}{L}}\qquad K_{flex,z}={\frac {M_{z}}{\theta _{z}}}={\frac {4EI_{z}}{L}}}

Donde {\displaystyle I_{z},I_{y}} son los segundos momentos de área de la sección transversal de la barra.

### Rigidez frente a esfuerzo cortante
La rigidez frente a esfuerzo cortante es la relación entre los desplazamientos verticales de un extremo de una viga y el esfuerzo cortante aplicado en los extremos para provocar dicho desplazamiento. En barras rectas de sección uniforme existen dos coeficientes de rigidez según cada una de las direcciones principales:

{\displaystyle K_{cort,y}={\frac {V_{y}}{\delta _{y}}}={\frac {12EI_{y}}{L^{3}}}\qquad K_{cort,z}={\frac {V_{z}}{\delta _{z}}}={\frac {12EI_{z}}{L^{3}}}}

### Rigidez mixta flexión-cortante
En general debido a las características peculiares de la flexión cuando el momento flector no es constante sobre una taza prismática aparecen también esfuerzos cortantes, eso hace al aplicar esfuerzos de flexión aparezcan desplazamientos verticales y viceversa, cuando se fuerzan desplazamientos verticales aparecen esfuerzos de flexión.
Para representar adecuadamente los desplazamientos lineales inducidos por la flexión, y los giros angulares inducidos por el cortante, se define la rigidez mixta cortante-flexión que para una barra recta resulta ser igual a:

{\displaystyle K_{mcf,y}={\frac {6EI_{y}}{L^{2}}}\qquad K_{mcf,z}={\frac {6EI_{z}}{L^{2}}}}

### Rigidez torsional
La rigidez torsional en una barra recta de sección uniforme es la relación entre el momento torsor aplicado en uno de sus extremos y el ángulo girado por este extremo, al mantener fijo el extremo opuesto de la barra:
| Símbolo                  | Nombre                       |
| ------------------------ | ---------------------------- |
| {\displaystyle K_{tors}} | Rigidez torsional            |
| {\displaystyle G}        | Módulo elástico transversal  |
| {\displaystyle J}        | Momento de inercia torsional |
| {\displaystyle L}        | Longitud de la barra         |

## Rigideces en placas y láminas
De manera similar a lo que sucede con elementos lineales las rigideces dependen del material y de la geometría, en este caso el espesor de la placa o lámina. Las rigideces en este caso tienen la forma genérica:
| Símbolo                    | Nombre                                                       |
| -------------------------- | ------------------------------------------------------------ |
| {\displaystyle K_{i}}      | Rigidez en placa                                             |
| {\displaystyle \nu }       | Coeficiente de Poisson                                       |
| {\displaystyle E}          | Módulo de Young                                              |
| {\displaystyle h}          | Espesor del elemento bidimensional                           |
| {\displaystyle \beta _{i}} | Entero                                                       |
|                            | {\displaystyle \{\delta _{i},\epsilon _{i}\}\subset \{0,1\}} |

### Rigidez de membrana
La rigidez de membrana es el equivalente bidimensional de la rigidez axial en el caso de elementos lineales viene dada por:
| Símbolo              | Nombre                             |
| -------------------- | ---------------------------------- |
| {\displaystyle C}    | Rigidez de membrana                |
| {\displaystyle \nu } | Coeficiente de Poisson             |
| {\displaystyle E}    | Módulo de Young                    |
| {\displaystyle G}    | Módulo elástico transversal        |
| {\displaystyle h}    | Espesor del elemento bidimensional |

### Rigidez flexional
Para una placa delgada (modelo de Love-Kircchoff) de espesor constante la única rigidez relevante es la que da cuenta de las deformaciones provocadas por la flexión bajo carga perpendicular a la placa. Esta rigidez se conoce como rigidez flexional de placas y viene dada por:
| Símbolo              | Nombre                 |
| -------------------- | ---------------------- |
| {\displaystyle D}    | Rigidez flexional      |
| {\displaystyle \nu } | Coeficiente de Poisson |
| {\displaystyle E}    | Módulo de Young        |
| {\displaystyle h}    | Espesor de la placa    |

## Flexibilidad
El inverso de la rigidez es la flexibilidad, típicamente medido en unidades de metros por newton. En reología, se puede definir como la relación entre la deformación y la tensión, y así tomar las unidades de tensión recíproca, por ejemplo, 1/Pa.

## Aplicaciones
La rigidez de una estructura es de importancia capital en muchas aplicaciones de ingeniería, por lo que el módulo de elasticidad suele ser una de las propiedades principales que se tienen en cuenta al seleccionar un material. Se busca un módulo de elasticidad alto cuando se busca minimizar la deflexión, mientras que se requiere un módulo de elasticidad bajo cuando se necesita flexibilidad.
En biología, la rigidez de la matriz extracelular es importante para guiar la migración de las células en un fenómeno llamado durotaxis.
Otra aplicación de la rigidez se encuentra en la biología de la piel. La piel mantiene su estructura debido a su tensión intrínseca, a la que contribuye el colágeno, una proteína extracelular que representa aproximadamente el 75% de su peso seco.  La flexibilidad de la piel es un parámetro de interés que representa su firmeza y extensibilidad, abarcando características como la elasticidad, la rigidez y la adherencia. Estos factores tienen importancia funcional para los pacientes. Esto es importante para los pacientes con lesiones traumáticas en la piel, en los que la flexibilidad puede reducirse debido a la formación y sustitución de tejido cutáneo sano por una cicatriz patológica. Esto puede evaluarse tanto subjetivamente como objetivamente utilizando un dispositivo como el cutómetro. El Cutómetro aplica un vacío a la piel y mide hasta qué punto puede distenderse verticalmente. Estas mediciones permiten distinguir entre piel sana, cicatrices normales y cicatrices patológicas,  y el método se ha aplicado en entornos clínicos e industriales para controlar tanto las secuelas fisiopatológicas como los efectos de los tratamientos en la piel.